# Rhacophorus suffry
Rhacophorus suffry is een kikker uit de familie schuimnestboomkikkers (Rhacophoridae). De soort werd voor het eerst wetenschappelijk beschreven door Sabitry Bordoloi, Tutul Bortamuli en Annemarie Ohler in 2007.
De kikker komt voor in Azië en is endemisch in India. De soort werd in 2007 in de buurt van Assam gevonden.
Typerend voor deze kikker zijn de groene lichaamskleur en het bezit van zwemvliezen aan zijn rode poten waarmee het dier kan een stukje kan zweven na een sprong.